# Списак египатских пирамида
Пиремиде су пописане хронолошким редом:
| Фараон | Оригинални назив                   | Модеран назив            | Династија                             | Локалитет       | Ширина x висина базе у метрима           | Запремина (cu.m)                         | Угао и белешке                                                  | Слика |
| Џосер | непознато                          | Џосерова пирамида        | трећа (око 2686 – 2613 п. н. е.)      | Сакара          | 121w.x109d.x60h.                         | 330,400                                  | [ 1 ]                                                           |       |
| Секемкет | непознат                           | Закопана пирамида        | трећа                                 | Сакара          | 120sq.x7h.                               | 33,600 (недовршена)                      | [ 2 ]                                                           |       |
| Каба (није сигурно)                                                                                              | непознато                          | Слојевита пирамида       | трећа                                 | Завјет ел Арјан | 84sq.x20h.                               | 47,040 (могуће је да није довршена)      | [ 3 ]                                                           |       |
| Снефру | Снефру издржава                    | Медиум пирамида          | четврта                               | Медиум          | 144sq.x(N.A)h.                           | 638,733 (могуће је да није завршена)     | 51° 50' 35"                                                     |       |
| Снефру | Снефру сија на југу                | Савијена пирамида        | четврта                               | Дахшур          | 188sq.x105h.                             | 1,237,040                                | 54° 50' 35" /43° 22'                                            |       |
| Снефру | Снефру сија на северу              | Црвена пирамида          | четврта                               | Дахшур          | 220sq.x105h.                             | 1,694,000                                | 43° 22'                                                         |       |
| Хуфу | Хуфуов хоризонт                    | Велика пирамида у Гизи   | четврта                               | Гиза            | 230.3sq.x146.6h.                         | 2,583,283                                | 51° 50' 40"                                                     |       |
| Џедеф Ре | Џедефреово звездано небо           | Џедеф Реова пирамида     | четврта                               | Абу Раваш       | 106.2sq.x~N.Ah.(Могуће да није завршена) | 131,043 (незавршена)                     | ~52°                                                            |       |
| Бихерис? Сет-Ka?                                                                                                 | Звезда ..?..-Ka                    | Бихерисова пирамида      | четврта (није сигурно)                | Завјет ел Арјан | 200sq.x(N.A)h.                           | (Није подигнута)                         |                                                                 |       |
| Хафре | Хафре је велики                    | Хафреова пирамида        | четврта                               | Гиза            | 215.25sq.x143.5h.                        | 2,211,096                                | 53°10'                                                          |       |
| Менкауре | Менкауре је божанствен             | Менкауреова пирамида     | четврта                               | Гиза            | 103.4sq.x65.5h.                          | 235,183                                  | 51°20′25″                                                       |       |
| Усеркаф | Чисто место Усеркафа               | Усеркафова пирамида      | пета (око 2498 – 2345 п. н. е.)       | Сакара          | 73.3sq.x49h.                             | 87,906                                   | 53°7'48"                                                        |       |
| Сахуре | Ба (личност) Сахуреа се појављује  | Сахуреова пирамида       | пета                                  | Абусир          | 78.75sq.x47h.                            | 96,542                                   | 50°11'40"                                                       |       |
| Нефериркаре Какаи                                                                                                | Ба (личност) Нефериркареа          | Нефериркареова пирамида  | пета                                  | Абусир          | 105sq.x54h.                              | 257,250                                  | 54°30'                                                          |       |
| Неферефре | Моћ Неферефреа је божанска         | Неферефрова пирамида     | пета                                  | Абусир          | 65sq.x?h.                                | (недовршена)                             |                                                                 |       |
| Шепсескаре | није сигурно                       | Шепсескареова пирамида   | пета                                  | Абусир          | 100sq.                                   | Није подигнута, почети су земљани радови |                                                                 |       |
| Ниусере Ини | Место Ниусереа ће издржати         | Ниусереова пирамида      | пета                                  | Абусир          | 79.9sq.x51.68h.                          | 112,632                                  | 51° 50' 35"                                                     |       |
| Менкаухор Каиу                                                                                                   | Божанствена места Менкаухора       | Безглава пирамида        | пета                                  | Сакара          | c.52sq.x?h.                              |                                          |                                                                 |       |
| Ђедкаре Исеси | Прелеп је Ђедкаре                  | Ђедкареова пирамида      | пета                                  | Сакара          | 78.75sq.x52.5h.                          | c.107,835                                | 52°                                                             |       |
| Унас | Унасова места су прелепа           | Унасова пирамида         | пета                                  | Сакара          | 57.75sq.x43h.                            | 47,390                                   | 56°                                                             |       |
| Тети | Тетијева места ће издржати         | Тетијева пирамида        | шеста (око 2345 – 2181 п. н. е.)      | Сакара          | 78.5sq.x52.5h.                           | 107,835                                  | 53° 7' 48"                                                      |       |
| Пепи I | Лепота пепија може опстати         | Пирамида Пепија I        | шеста                                 | Сакара          | 78.75sq.x52.5h.                          | c. 107,835                               | 53° 7' 48"                                                      |       |
| Меренре | Лепота Меренреа се појављује       | Меренреова пирамида      | шеста                                 | Сакара          | 78.75sq.x52.5h.                          | c. 107,835                               | 57°7'48"                                                        |       |
| Пепи II | Пепи је успостављен и живи         | Пирамида Пепија II       | шеста                                 | Сакара          | 78.75sq.x52.5h.                          | c.107,835                                | 53° 7' 48"                                                      |       |
| Какаре Иби | непознато                          | Ибијева пирамида         | осма                                  | Сакара          | 31.5sq.x21?h.                            | 6,994?                                   | 53° 7′                                                          |       |
| Кхуи | непознато                          | Кхуиева пирамида         | Први прелазни период                  | Дара            | 146w.x136d.x?h.                          |                                          | [ 16 ]                                                          |       |
| Мерикаре | Цветају боравишта Мерикареа        | Мерикареова пирамида     | десета                                | непозната       |                                          |                                          | [ 17 ]                                                          |       |
| Аменемхет I | Аменхатем се појављује у свом дому | Аменемхетова пирамида    | дванеста (око 1991 – 1803 п. н. е.)   | Лишт            | 84sq.x55h.                               | 129,360                                  | 54° 27' 44"                                                     |       |
| Сенусрет I | Сенусрет има две земље             | Сенусретова пирамида     | дванеста                              | Лишт            | 105sq.x61.25h.                           | 225,093                                  | 49° 24'                                                         |       |
| Аменемхат II | Амененхат је снабдевен             | Бела пирамида            | дванеста                              | Дахшур          | 50sq.x?h.                                |                                          |                                                                 |       |
| Сенусрет II | Сенусрет се појављује              | Пирамида Сенусрета II    | дванеста                              | Ел Лахун        | 106sq.x48.6h.                            | 185.665                                  | 42° 35'                                                         |       |
| Сенусрет III | није познато                       | Пирамида Сенусрета III   | дванеста                              | Дахшур          | 105sq.x78h.                              | 288,488                                  | 56° 18' 35"                                                     |       |
| Аменемхат III | Аменемхат је леп                   | Пирамида Аменемхата III  | дванеста                              | Дахшур          | 105sq.x75h.                              | 274,625                                  | 56° 18' 35"                                                     |       |
| Аменемхат III | Аменемхат живи                     | Хавара пирамида          | дванеста                              | Хавара          | 105sq.xc. 58h.                           | 200,158                                  | 48° 45'                                                         |       |
| Аменемхат IV (?)                                                                                                 | непознато                          | Јужна Мазгхун пирамида   | дванеста или тринаеста                | Мазгхуна        | 52.5sq.x?h.(недовршена)                  |                                          |                                                                 |       |
| Собекнефру (?)                                                                                                   | непознато                          | Северна Мазгхун пирамида | дванеста или тринаеста                | Мазгхуна        | > 52.5sq.x?h.(недовршена)                |                                          |                                                                 |       |
| Амени Кемау | непознато                          | Амени Кемауова пирамида  | тринаеста (око 1790. п. н. е.)        | Сакара          | 52sq.x c. 35h.                           |                                          | c 55°                                                           |       |
| Амени Кемау (можда узурпиран) У пирамиди је пронађена конпска шкриња која је припадала краљевој ћерки Хатшепсут. | непознато                          |                          | тринаеста                             | Дахшур          |                                          |                                          |                                                                 |       |
| Кхенђер | непознато                          | Кхенђерова пирамида      | тринаеста (око 1760. п. н. е.)        | Сакара          | 52.5sq.x c. 37.35h.                      | c. 34,300                                | 55°                                                             |       |
| непознат | непознато                          | Јужна пирамида у Сакари  | тринаеста                             | Сакара          | 78.75sq.x?h.(недовршена)                 |                                          |                                                                 |       |
| Вероватно Неферхотеп I                                                                                           | непознато                          | Гробница С9              | тринаеста (око 1740. п. н. е.)        | Абидос          | није сигурно                             | непознато                                | Могуће је да се ради о мастаби или пирамиди сличној Кхенђеровој |       |
| Вероватно Собекхотеп IV                                                                                          | непознато                          | Гробница С10             | тринаеста (око 1730. п. н. е.)        | Абидос          | није сигурно                             | непознато                                | Могуће је да се ради о мастаби или пирамиди сличној Кхенђеровој |       |
| Ахмозе I | непознато                          | Ахмозеова пирамида       | осамнаеста (око 1550 – 1292 п. н. е.) | Абидос          | 52.5sq.x c. 10h.                         | n.d.                                     | 60°                                                             |       |